# Piercia artifex
Piercia artifex là một loài bướm đêm trong họ Geometridae.